# Попов Андрій Олексійович
Попов Андрій Олексійович (12 квітня 1918, Кострома, РРФСР — 10  червня 1983, Москва, РРФСР) — радянський російський актор театру і кіно, театральний режисер, викладач. Лауреат Сталінської премії (1950). Заслужений артист РРФСР (1954). Народний артист РРФСР (1959). Народний артист СРСР (1965). Професор (1973). Кавалер орденів Трудового Червоного Прапора (1967) і Жовтневої Революції (1978).

## Біографія
Народився в сім'ї театрального режисера Олексія Дмитровича Попова. Підлітком дебютував у кінематографі в 1930 році в картині свого батька «Велика неприємність» (учень).
Закінчив студію при Центральному Театрі Радянської Армії (1939).
З 1940 року — актор, а з 1963 року — головний режисер Центрального театру Радянської Армії.
З 1974 року — актор Московського художнього академічного театру (МХАТ). 
У 1976–1979 рр. — одночасно головний режисер Московського драматичного театру імені К. С. Станіславського.
Зіграв понад п'ятдесят ролей в кіно і фільмах-спектаклях.
Брав участь у записі радіовистав, працював на дубляжі кінофільмів, озвучуванні мультфільму «Пригоди Чичикова. Ноздрьов» (1974).
З 1968 року викладав у Державному інституті театрального мистецтва, з 1973 року — професор.
Пішов з життя 10 червня 1983, похований на Введенському кладовищі в Москві.

## Фільмографія
Акторські роботи:
- 1930: «Велика неприємність» / Крупная неприятность — учень
- 1947: «Маріте» / Marytė — Микола
- 1950: «Мусоргський» / Мусоргский — Римський-Корсаков
- 1951: «Незабутній 1919 рік» / Незабываемый 1919 год — Микола Неклюдов
- 1952: «Композитор Глінка» / Композитор Глинка — Володимир Васильович Стасов
- 1953: «Вихори ворожі» / Вихри враждебные — Локкарт
- 1954: «Шведський сірник» / Шведская спичка — Еміль Дюковський, слідчий
- 1955: «Дорога (фільм, 1955)» / Дорога — Сергій Гнатович Байталін, професор-геолог
- 1955: «Отелло» / Отелло — Яго
- 1956: «Челкаш» / Челкаш — Челкаш
- 1957: «Гутаперчевий хлопчик» / Гуттаперчевый мальчик — граф Лістоміров
- 1957: «Поєдинок» / Поединок — Василь Нілович Назанський, поручик
- 1958: «Пам'ять серця» / Память сердца — Ральф Чадвік, англійський військовий льотчик
- 1959: «Мрії здійснюються» / Мечты сбываются — Петро Тарасович Ільченко, головний інженер, а потім і керівник будівництва
- 1960: «Лагідна» / Кроткая — лихвар
- 1960: «Російський сувенір» / Русский сувенир — Едлай Хантор Скотт, американський мільйонер, письменник
- 1961: «Приборкання норовливої» / Укрощение строптивой — Петручіо
- 1966: «Монета» / Монета — батько (новела «Гра»)
- 1963: «Усе залишається людям» / Всё остаётся людям — отець Серафим
- 1964: «Гамлет» / Гамлет — епізод
- 1964: «Палата» / Палата — Новиков, письменник
- 1966: «У місті С.» / В городе С. — Чехов
- 1966: «Денні зірки» / Дневные звёзды — батько Ольги Берггольц
- 1967: «Сьомий супутник» / Седьмой спутник — Євген Павлович Адамов
- 1970: «Крадіжка» / Кража — Олександр Миколайович, скульптор
- 1971: «Остання справа комісара Берлаха» / Последнее дело комиссара Берлаха (українська стрічка) — Фріц Эменбергер
- 1972: «Приборкання вогню» / Укрощение огня — Микола Іванович Логунов
- 1972: «Учитель співу» / Учитель пения — Єфрем Миколайович Соломатін
- 1974: «Повість про людське серце» / Повесть о человеческом сердце — Сергій Сергійович Кримов, кардіохірург
- 1975: «Крок назустріч» / Шаг навстречу — капітан (новела «Дочка капітана»)
- 1977: «Діалог» / Диалог — німецький письменник
- 1977: «Як Іванко-дурник по диво ходив» / Как Иванушка-дурачок за чудом ходил — Лукомор'я Лукоморич, недовірливий чарівник
- 1979: «Кілька днів з життя Обломова» / Несколько дней из жизни И. И. Обломова — Захар
- 1979: «Сватання гусара» / Сватовство гусара — Потап Іванович Лоскутков, лихвар
- 1981: «Лютневий вітер» / Февральский ветер — Данович Василій Ігнатьєвич
- 1982: «Кафедра» / Кафедра — Микола Миколайович Завалишин, професор
- 1982: «Сонячний вітер» / Солнечный ветер — Микола Званцев

Озвучування:
- 1954: «Вік кохання» / La edad del amor — Альберто Мендес Техада, син (роль А. Дальбеса)
- 1961: «Стрибок на зорі» / Прыжок на заре — закадровий текст
- 1965: «Фантомас розлютився» / Fantômas se déchaîne — міністр (роль Р. Ле Беаля)
- 1966: «Велика прогулянка» / La Grande Vadrouille — Огюстен Бюве (роль Бурвіля)
- 1966: «Жарт» / Шуточка — читає текст від автора
- 1970: «Ференц Ліст. Мрії любові» / Szerelmi álmok — Liszt — Ференц Ліст (роль Імре Шинковича)
- 1974: «Потоп» / Potop — Януш Радзивілл (роль В. Ханьча)
- 1976: «Підранки» / Подранки — Сергій Макарович, вчитель літератури (роль Пантелеймона Кримова)
- 1980: «Карл Маркс. Молоді роки» / Karl Marx. Die jungen Jahre — Карл Маркс в старості